# Oregon (U-Boot)
Die Oregon, auch USS Oregon (Kennung: SSN-793), ist ein atomgetriebenes Jagd-U-Boot der Virginia-Klasse der United States Navy.

## Geschichte
Die Kiellegung erfolgte am 8. Juli 2017 und getauft wurde das U-Boot von Dana L. Richardson, der Ehefrau von Admiral John Richardson am 5. Oktober 2019.
Die Übergabe an die Navy fand am 26. Februar statt und drei Monate später folgte die Indienststellung. Das U-Boot ist nach dem US-amerikanischen Bundesstaat Oregon benannt. Sie ist das vierte Schiff der US Navy, das den Namen Oregon, dem 33. Bundesstaat der USA, trägt. Die Oregon ist das 20. U-Boot dieser Klasse. Die Bekanntgabe des Namens erfolgte während einer Zeremonie am Battleship Oregon Memorial im Tom McCall Waterfront Park in Portland, Oregon am 10. Oktober 2014.